# Rắn biển Belcher
Hydrophis belcheri là một loài rắn trong họ Rắn hổ. Loài này được John Edward Gray mô tả khoa học đầu tiên năm 1849.
Loài này rụt rè và thông thường chỉ cắn người khi bị dồn ép nghiêm trọng. Thông thường những người bị cắn là ngư dân xử lý lưới, mặc dù chỉ một phần tư trong số những người bị cắn bị chúng truyền độc vì loài rắn này hiếm khi tiêm nọc độc của chúng. Bởi vì điều này, và bản chất ngoan ngoãn của nó, nó thường không được coi là rất nguy hiểm. Mặc dù không có nhiều thông tin về nọc độc của loài này, độc tính LD50</sub của nó ở chuột đã được xác định là 0,24 mg/kg khi được tiêm bắp.
Loài rắn biển Belcher, mà nhiều lần được gọi nhầm là rắn biển mũi móc (Enhydrina schistosa), đã bị phổ biến nhầm là loài rắn độc nhất thế giới, do cuốn sách xuất bản của Ernst và Zug "Snakes in question: The Smithsonian Book Book "từ năm 1996. Phó giáo sư Bryan Grieg Fry, một chuyên gia về nọc độc nổi tiếng, đã làm rõ lỗi:" Huyền thoại mũi móc là do một lỗi cơ bản trong một cuốn sách có tên là 'Snakes in question'. Trong đó, tất cả các kết quả kiểm tra độc tính là gộp lại với nhau, bất kể chế độ xét nghiệm (ví dụ tiêm dưới da so với tiêm bắp so với tiêm tĩnh mạch so với tiêm trong màng bụng). Vì chế độ có thể ảnh hưởng đến số lượng tương đối, nọc độc chỉ có thể được so sánh trong một chế độ. Nếu không, táo và đá của nó. "  Các nghiên cứu trên chuột  và tế bào tim người nuôi cấy  cho thấy nọc độc của taipan nội địa, từng giọt, là độc nhất trong số tất cả các loài rắn; đất hoặc biển. Loài rắn biển có nọc độc nhất thực sự là loài rắn biển Dubois (Aipysurus duboisii).

## Mô tả
Rắn biển Belcher có kích thước vừa phải, dao động từ 0,5 đến 1 mét. Cơ thể mỏng của chúng thường có màu vàng crom với các vằn màu xanh đậm. Kiểu màu mặt lưng không mở rộng trên bụng. Đầu ngắn và có các dải cùng màu. Miệng rất nhỏ nhưng phù hợp với đời sống thủy sinh. Màu cơ thể, khi nhìn ra khỏi nước, dường như có một màu vàng nhạt. Vảy khác với hầu hết các loài rắn khác ở chỗ chúng chồng lên nhau. Mỗi vảy lưng có một gò ở giữa. Cơ thể được nén mạnh về phía sau. Các vảy bụng rất hẹp, chỉ rộng hơn một chút so với vảy lưng.

## Phân bố
Ấn Độ Dương (Philippines: Visayan khu vực, Panay; New Guinea), Vịnh Thái Lan,
Úc (Lãnh thổ phía Bắc, Queensland), Quần đảo Solomon [McCoy 2000]. Đặc biệt là xung quanh rạn san hô Ashmore ở biển Timor ngoài khơi tây bắc Australia, New Caledonia.

## Hình ảnh

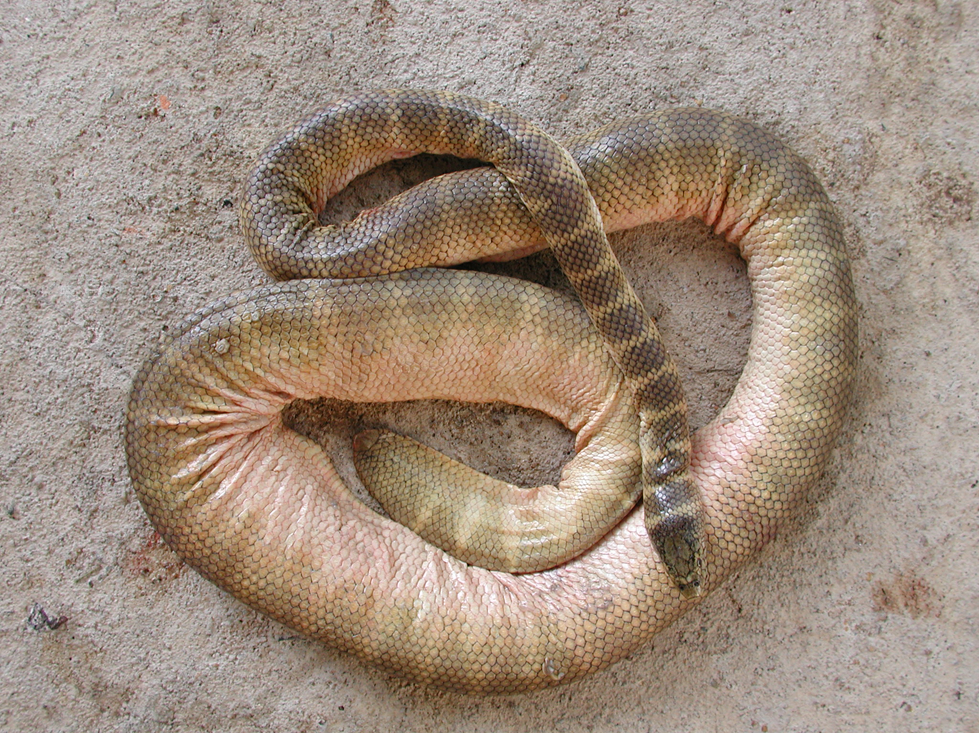